# Liste der Kulturdenkmale in Pleidelsheim
In der Liste der Kulturdenkmale in Pleidelsheim sind alle Bau- und Kunstdenkmale der Gemeinde Pleidelsheim verzeichnet, die im „Verzeichnis der unbeweglichen Bau- und Kunstdenkmale und der zu prüfenden Objekte“ des Landesamts für Denkmalpflege Baden-Württemberg verzeichnet sind.
Diese Liste ist nicht rechtsverbindlich. Eine rechtsverbindliche Auskunft ist lediglich auf Anfrage bei der Unteren Denkmalschutzbehörde des Landkreis Ludwigsburg erhältlich.

## Pleidelsheim
| Bild           | Bezeichnung                              | Lage                                            | Datierung          | Beschreibung                      | ID |
| -------------- | ---------------------------------------- | ----------------------------------------------- | ------------------ | --------------------------------- | -- |
| Weitere Bilder | Wasserkraftanlage Beihingen-Pleidelsheim | Pleidelsheim, Kraftwerk 1, 4 (Karte)            | 1912–1914          | Geschützt nach § 2 DSchG          |    |
| Weitere Bilder | Autobahnbrücke über den Neckar           | Pleidelsheim, Autobahn 81 (Karte)               |                    | Geschützt nach § 2 DSchG          |    |
|                | Wohnhaus                                 | Pleidelsheim, Bachgartenstraße 5 (Karte)        | 17. Jh.            | Geschützt nach § 2 DSchG          |    |
|                | Wohnhaus                                 | Pleidelsheim, Badbrunnenstraße 1 (Karte)        | 1742               | Wohnhaus Geschützt nach § 2 DSchG |    |
|                | Wohnhaus                                 | Pleidelsheim, Beihinger Straße 3 (Karte)        | 1705               | Wohnhaus Geschützt nach § 2 DSchG |    |
|                | Wohnhaus                                 | Pleidelsheim, Beihinger Straße 5 (Karte)        | Anfang 18. Jh.     | Geschützt nach § 2 DSchG          |    |
|                | Wohnhaus                                 | Pleidelsheim, Beihinger Straße 12, 12/1 (Karte) | 1629               | Geschützt nach § 2 DSchG          | BW |
| Weitere Bilder | Denkmal für die Brüder von Taube         | Pleidelsheim, bei Hauptstraße 1 (Karte)         | 1885               | Geschützt nach § 2 DSchG          |    |
|                | Altes Rathaus                            | Pleidelsheim, Hauptstraße 1 (Karte)             | 1614               | Geschützt nach § 28 DSchG         |    |
|                | Wohnhaus                                 | Pleidelsheim, Hauptstraße 7 (Karte)             | 1761               | Geschützt nach § 2 DSchG          |    |
| Weitere Bilder | Wohnhaus                                 | Pleidelsheim, Hauptstraße 15 (Karte)            | 17. Jh.            | Geschützt nach § 2 DSchG          |    |
|                | Gusseiserner Pumpbrunnen                 | Pleidelsheim, bei Hauptstraße 16                | ca. 1880           | Geschützt nach § 2 DSchG          |    |
|                | Fachwerkhaus                             | Pleidelsheim, Hauptstraße 39 (Karte)            | Mitte 19. Jh.      | Geschützt nach § 2 DSchG          |    |
|                | Wohnhaus                                 | Pleidelsheim, Hauptstraße 40 (Karte)            | Ende 17. Jh.       | Geschützt nach § 2 DSchG          |    |
|                | Wohnhaus                                 | Pleidelsheim, Hauptstraße 41 (Karte)            | Anfang 17. Jh.     | Geschützt nach § 2 DSchG          |    |
| Weitere Bilder | Gusseiserner Pumpbrunnen                 | Pleidelsheim, bei Hauptstraße 58                | 19. Jh.            | Geschützt nach § 2 DSchG          |    |
| Weitere Bilder | Wohnhaus                                 | Pleidelsheim, Hauptstraße 75 (Karte)            | Ende 18. Jh.       | Geschützt nach § 2 DSchG          |    |
|                | Friedhofstürmchen                        | Pleidelsheim, Hauptstraße 113 (Karte)           | 18. Jh.            | Geschützt nach § 2 DSchG          |    |
| Weitere Bilder | Ev. Pfarrkirche St. Moritz               | Pleidelsheim, Kirchstraße 2 (Karte)             |                    | Geschützt nach § 28 DSchG         |    |
| Weitere Bilder | Altes Pfarrhaus                          | Pleidelsheim, Kirchstraße 6 (Karte)             | im Kern 1464/65    | Geschützt nach § 2 DSchG          |    |
|                | Wohngebäude                              | Pleidelsheim, Kirchstraße 7 (Karte)             | Ende 17. Jh.       | Geschützt nach § 2 DSchG          |    |
|                | Gusseiserner Pumpbrunnen                 | Pleidelsheim, Mundelsheimer Straße/Wettestraße  | 19. Jh.            | Geschützt nach § 2 DSchG          |    |
|                | Backhaus                                 | Pleidelsheim, Mundelsheimer Straße 6 (Karte)    | 3. Viertel 18. Jh. | Geschützt nach § 2 DSchG          |    |
|                | Neckarkanal                              | Pleidelsheim (Karte)                            |                    | Geschützt nach § 2 DSchG          |    |
|                | Gusseiserner Pumpbrunnen                 | Pleidelsheim, Pfarrstraße                       | 19. Jh.            | Geschützt nach § 2 DSchG          |    |
|                | Zehntscheune der Armenpflege Stuttgart   | Pleidelsheim, Pfarrstraße 4, 6 (Karte)          | 1740               | Geschützt nach § 2 DSchG          |    |
|                | Kelter                                   | Pleidelsheim, Pfarrstraße 5 (Karte)             | 16. Jh.            | Geschützt nach § 2 DSchG          |    |
|                | Pfarrhof                                 | Pleidelsheim, Pfarrstraße 7 (Karte)             | 1625               | Geschützt nach § 28 DSchG         |    |
|                | Gasthaus zum Ochsen                      | Pleidelsheim, Schillerplatz 2 (Karte)           | 1614               | Geschützt nach § 2 DSchG          |    |